# (535) Montague
(535) Montague es un asteroide perteneciente al cinturón de asteroides descubierto el 7 de mayo de 1904 por Raymond Smith Dugan desde el observatorio de Heidelberg-Königstuhl, Alemania.
Está nombrado por Montague, una ciudad de Estados Unidos.